# Самир Ћеремида
Самир Ћеремида (Сарајево, 6. новембар 1964) је југословенски и босанскохерцеговачки гитариста. Тренутно је члан поп рок групе Плави оркестар, а кратко је у два наврата био члан групе Забрањено пушење. Његов брат близанац Адмир бубњар је у Плавом оркестру.

## Биографија
Ћеремида је рођен и одрастао у Сарајеву. Већ са шест година почео је вежбати свирање гитаре. Почетком осамдесетих годин наступао је са неколико локалних група, као што су: Линија живота, Посљедњи аутобус и Elvis J. Kurtović & His Meteors. Похађао је Трећу сарајевску гимназију, но по завршетку другог разреда, пребацује се у Прву сарајевску гимназију коју је на крају и завршио 1983. године. Након тога је добио понуду да свира у Забрањеном пушењу и тамо је остао годину дана. У јануару 1983. године свирали су на Филозофском факултету у Сарајеву заједно са Плавим оркестром и Elvis J. Kurtović & His Meteors. Три месеца пре војске напустио је Забрањено пушење и прешао у Плави оркестар. Војску је служио у Нишу. Након војске је уписао Ветеринарски факултет у Сарајеву, мада исти није завршио, прекинувши студије након две године.
Са Плавим оркестром свирао је на свим студијским албумима групе и то на Солдатски бал (1985), Смрт фашизму (1986), Сунце на прозору (1989), Симпатија (1991), Long Play (1998), Infinity (1999) и Седам (2012).
Године 1996. Ћеремида је придружује Елвису Ј. Куртовићу и Давору Сучићу са којима поново покреће групу Забрањено пушење, распуштену почетком деведесетих година. Са њим је снимио пети студијски албум под називом Филџан вишка, који је објављен 1997. године.
Самир и његов брат Адмир власници су музичког клуба Хавана, који се налази у центру Сарајева на Башчаршији.

## Дискографија
Плави оркестар
- Солдатски бал (1985)
- Смрт фашизму (1986)
- Сунце на прозору (1989)
- Симпатија (1991)
- Longplay (1998)
- (Infinity) (1999)
- Седам (2012)

Забрањено пушење
- Филџан вишка (1997)

Overdream
- Overdream (1996)